# 泰尔佐镇
泰尔佐镇（義大利語：Borgo di Terzo）是意大利贝加莫省的一个市镇。总面积1.86平方公里，人口1130人，人口密度607.5人/平方公里（2009年）。国家统计（ISTAT）代码为016032。